# Арну, Рене
Рене́ Арну́ фр. René Arnoux (4 июля 1948, Гренобль, Франция) — французский автогонщик, участник чемпионатов мира по автогонкам, в классе Формула-1 (1978—1989), в которых выиграл 8 Гран-при, 18 раз стартовал с поула, и 12 раз показал лучшее время круга. Лучший результат по итогам сезона чемпионата мира — 3-е место в 1983 году. Чемпион Европы Формулы-2, 1977 года.

## Биография

### Начало карьеры

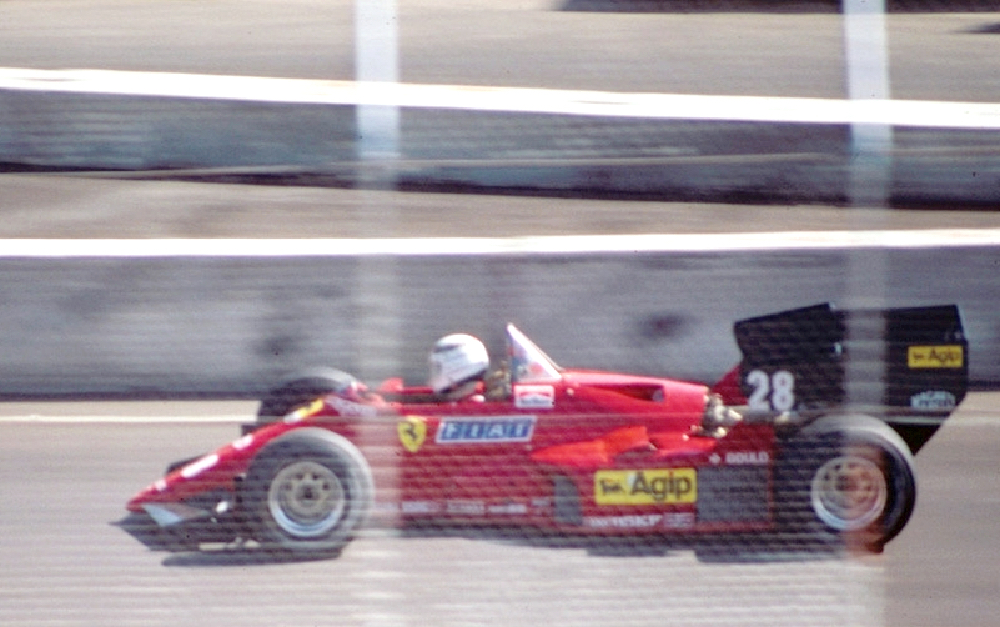
Рене Арну на Ferrari (1984)

Рене родился в городе Гренобль департамента Изер, на юго-востоке Франции. Начав выступления в гонках в 1967 с картинга, он достаточно быстро пошёл вверх по карьерной лестнице. Выигрыш соревнования Volant Shell предоставил ему в собственность автомобиль Формулы-Рено, на котором уже на второй год выступлений в 1973 он завоевал титул чемпиона Франции. Приняв на следующий год участие в Формуле-5000, особого успеха он не добился, однако вскоре получил предложение от компании Elf занять место в их команде в Формуле-2. В первой же гонке от занял четвёртое место, вполне оправдав возложенные на него надежды. Сезон 1975 года он провел в европейской формуле «Super Renault», где выиграл титул, а в 1976, наконец, смог провести полный сезон в Формуле-2 за рулем заводского Elf Martini-Renault. На европейских трассах он был быстр во всех гонках, завоевал четыре победы, шесть быстрейших кругов, но в общем зачёте все же не смог победить — пришлось довольствоваться вторым местом позади Жана-Пьера Жабуя, выигравшего на одну гонку меньше, но реже сходившего с трассы. На следующий сезон Рене приложил все усилия для исправления своих ошибок, вновь выиграл четырежды и уверенно завоевал желаемый титул. Позади остались Эдди Чивер, за рулем автомобиля команды Project Four Racing отставший на 12 очков, и Дидье Пирони (напарник Арну по команде), отставший на 14 очков. Эти успешные выступления позволили Рене уже на следующий год попасть сразу в Формулу-1.

### Первые шаги в Формуле-1: Мартини и Сертиз (1978)
Место в Формуле-1 Арну получил в маленькой команде «Мартини». Предприятие французского конструктора Тико Мартини завоевало большую часть своей известности в младших «формулах», но в 1978 году была предпринята смелая попытка покорить вершины автоспорта. Рене, как наиболее успешный пилот этого автопроизводителя, вполне логично получил место за рулем единственного болида команды.
С началом выступлений стало ясно, что того, чего было достаточно для многих лет успешных выступлений в младших «формулах», совершенно недостаточно для Формулы-1. Денег команде постоянно не хватало, и проект оказался с самого начала обреченным на неудачу. Приняв участие лишь в семи этапах из первых тринадцати, Рене трижды не смог пробиться на старт, причём дважды не преодолевал даже сита предквалификации. В остальных же гонках удалось добиться лишь двух девятых мест. После схода в Голландии, где у изношенного шасси отвалилось заднее антикрыло, деятельность команды была свёрнута, а Рене остался не у дел, так и не сумев толком проявить себя. На последние две гонки он нашёл место в команде «Сертиз», владелец которого и ранее имел на него виды.
Результаты выступлений в команде чемпиона авто- и мотогонок оказались ничуть не лучше — дни славы коллектива были уже позади. В двух гонках он легко опередил малоопытного напарника, но сам смог финишировать лишь в первой из них, квалифицировавшись 21-м. На финише он в третий раз за сезон стал девятым. В последней же гонке сезона, ставшей последней также и для команды, он квалифицировался на высоком 16-м месте, но в гонке сжёг мотор. Тем не менее внимание своими выступлениями он привлек, и команда «Рено», движимая желанием собрать целиком французский коллектив, заключила с ним длительный контракт. Его напарником стал давнишний соперник по Формуле-2 — Жан-Пьер Жабуй, к тому моменту уже два года занимавшийся постройкой болида с турбомотором.

### Рено (1979-1982)
Коллектив команды Рено в то время уже несколько лет занимался разработкой автомобиля с турбомотором. Одновременно с предполагаемым выигрышем в мощности такие двигатели отличаются капризностью и ненадёжностью. В начале сезона-79 они впервые выставили на гонки вторую машину, место в которой и занял Рене. Начав сезон с нескольких сходов, Арну тем не менее смог достаточно быстро освоиться в компании опытного Жабуя — и в первой же гонке, где все технические проблемы были решены, смог показать себя. Ближе к концу гонки Жабуй комфортно лидировал, за ним шёл Жиль Вильнёв на Феррари, а третьим на некоторой дистанции следовал Арну. Все было спокойно, однако за несколько кругов до финиша у канадца возникли проблемы со скоростью, и Рене смог догнать его. Вместе двое франкоязычных пилотов устроили яростную, но при этом честную борьбу, множество раз меняясь позициями по ходу пары последних кругов. Вильневу удалось отстоять своё второе место, но Арну проиграл ему менее секунды на финише. Как результат, к началу 1980 сезона Рене считался одним из претендентов на титул.
В начале сезона все было неплохо: он смог дважды подряд победить. Первая победа досталась ему на чуть не отмененном из-за безопасности Гран-при Бразилии, а вторая — в Кьялами, где разреженный из-за высоты воздух давал турбомоторам преимущество перед атмосферными двигателями. Однако в дальнейшем традиционная ненадёжность турбомоторов помешала Рене побороться в чемпионате. В принципе, работа над двигателем кипела, и получаемая мощность была не меньше, чем у Феррари (и уж значительно больше, чем у соперников из Cosworth), но своё отрицательное влияние оказала также недостаточная надежность шасси, да и отсутствие проработанного граунд-эффекта ситуации не улучшало. В оставшихся гонках он всего лишь раз — в Нидерландах — финишировал на подиуме и ещё дважды завоевывал очки. По результатам сезона он оказался лишь шестым.
В 1981 году ситуация для француза дополнительно осложнилась прибытием в команду более молодого и весьма одаренного Алена Проста. С первых же гонок Арну раз за разом проигрывал партнёру. За весь сезон Рене лишь раз финишировал на подиуме, тогда как Прост трижды победил. Соответствующими оказались и результаты сезона — по числу очков Ален опередил Арну почти в четыре раза. Уступать в такой ситуации Рене не захотел или не смог, тем более что никуда не девавшаяся ненадёжность машин не отражала реального соотношения дел — например, по количеству поулов впереди оказался как раз Арну: четыре против двух. Прост считал, что достоин статуса первого пилота чисто в силу подавляющего преимущества по очкам, Рене был с этим не согласен. Конфликт продолжал пылать и в следующем сезоне, раскалывая небольшой мир французской Формулы-1.
Пика противостояние пилотов достигло на Гран-при Франции 1982 года. Завоевавший очередной поул Рене наконец смог добраться до победы, чем вызвал ярость Проста — Ален, финишировавший вторым, к тому моменту успевший дважды победить и во много раз опережавший по очкам партнёра (19 против 4), считал, что имеет право на победу в первом в истории команды дубле. Арну же парировал тем, что, несмотря на наличие предварительной договоренности в начале сезона, непосредственно перед гонкой никто ему ничего не приказывал, поэтому он и посчитал для себя невозможным пропускать партнёра. Хотя в конце сезона Рене смог ещё раз выиграть — в Италии, события во Франции подтвердили неизбежность разрыва с командой, и по окончании сезона Арну ушёл в Феррари.

### Феррари (1983-1985)
Напарником Арну в итальянской команде оказался другой француз, Патрик Тамбе, с которым его объединяла также агрессивность на трассе. Такое поведение, пусть и не всегда приносящее победы, было по душе тифози — эмоциональным фанатам команды, тем более что и результаты оказались достойными. Рене трижды победил, несколько раз финишировал на подиуме, Патрик поддержал его одной победой и подиумами — и по результатам сезона команде достался кубок конструкторов. В личном же зачете Рене стал лишь третьим, не сумев навязать борьбу старому сопернику Просту и бразильцу Пике. В дальнейшем станет ясно, что именно 1983 сезон оказался для Арну пиком карьеры, а победа в Зандвоорте — последней.
Пока же не оправдавший надежд, по мнению Коммендаторе, Тамбе был уволен, и на его место взяли амбициозного Микеле Альборето. Юный итальянец с первых гонок начал показывать лучшие результаты и, несмотря на доминировавший весь сезон Макларен, смог достаточно быстро завоевать единственную для команды победу. При одинаково агрессивном вождении результаты у Микеле оказались лучше, а сочетание этого факта с тем, что Альборето был ещё и итальянцем, окончательно привлекло на его сторону благосклонность тифози. Расстроенный таким положением вещей, Арну весь сезон провел не очень удачно, за исключением единственной гонки в Далласе, где он, стартовав с пит-лейна, финишировал вторым, завоевав последний в карьере подиум. Долго такое положение продолжаться не могло, и после единственной гонки сезона-85 соглашение с командой было расторгнуто по обоюдному согласию. Позднее его видели в боксах команды Брэбем, что породило слухи о его трудоустройстве в коллективе Берни Экклстоуна, но ничего подобного не случилось и более в сезоне его на гонках не видели.

### Лижье (1986-1989)
Оставаясь без места весь сезон-1985, на следующий год Арну вернулся, заключив контракт с командой «Лижье». Турбированные моторы Рено позволили добиться нескольких финишей в очках, но не более того — в отличие от Лотуса Сенны, обутого в шины Goodyear, Лижье использовала менее совершенные Pirelli. С напарником тоже не сложилось — Жак Лаффит, выбывший в середине сезона из-за двойного перелома ног в стартовой аварии Гран-при Великобритании, тем не менее оказался в итоговой таблице чемпионата выше Рене. Некоторую моральную компенсацию принесло то, что удалось обыграть сменившего Лаффита другого французского пилота — Филиппа Альо, быстрого, но склонного к ошибкам.
В начале 1987 сезона у команды был подписан эксклюзивный контракт с компанией Альфа-Ромео об использовании новейшего мотора мощностью 850 л.с. Специально под этот двигатель был построен автомобиль Ligier JS29, но на предсезонных тестах Арну негативно отозвался о качествах силовой установки, причем сделал это в официальном интервью. Оскорбленное руководство головной компании, Fiat, мгновенно расторгло договор. Оставшаяся у разбитого корыта команда была вынуждена адаптировать машину к двигателю Мегатрон (фактически старому BMW M12/13), и, несмотря на мощность аж в 950 л.с., о качественных результатах можно было только мечтать. Пришлось даже пропустить начало сезона, а всего за год удалось наскрести одно-единственное очко — в Бельгии.
Сезон-88 должен был стать последним для турбомоторов, так что команда решила попытать счастья с атмосферными двигателями фирмы Judd. Созданный под них автомобиль Ligier JS31 оказался совершенно катастрофическим в управлении — зачастую как Арну, так и его новому партнёру Йоханссону приходилось бороться не то что за очки, а за место на старте. Гонщики жаловались, что у машины настолько мало прижимной силы, что им приходилось даже в сухую погоду пилотировать с использованием приемов езды в дождь. Дважды в сезоне он оказывался за бортом квалификации (партнёр — шесть раз), а лучшим результатом оказалось десятое место в Португалии. Впервые с дебютного сезона Арну не заработал очков, а неудача на квалификации в Сан-Марино оказалась первой с 1981 года. Точку в неудачном сезоне поставила авария в Аделаиде, в которой он вынес с трассы лидера гонки — Герхарда Бергера. Интересно, что к хору журналистов и пилотов, дружно осудивших поведение француза, сам Бергер не присоединился, объяснив аварию особенностями поведения своего же болида. Также он заявил, что все равно бы не финишировал в этой гонке: стремясь блеснуть скоростью, он выставил максимальное давление наддува на своем двигателе, что неминуемо привело бы к взрыву мотора.
На 1989 сезон команда сменила двигатели на Ford DFR, но вместе с новым болидом Ligier JS33 успех так и не появился. Мощности не хватало, управляемость была ровно такой же, как и у предыдущей машины, и внимание Арну на трассе привлекал исключительно неуступчивостью как в квалификации, так и в гонке, при обгоне на круг. Множество раз эта неуступчивость, которой он даже заразил своего молодого напарника Оливье Груйяра, приводила к вылету с трассы его соперников. Во время Гран-при Монако Марри Уокер, комментатор BBC, сообщил, что, по утверждению Арну, его низкая скорость объяснялась непривычкой к пилотированию автомобилей с атмосферными двигателями. На это партнёр Уокера по комментарию, чемпион мира Джеймс Хант, заметил, что это полная бессмыслица, так как он, Хант, пилотировал множество автомобилей как с атмосферными, так и с турбированными моторами. Как и множество других пилотов, считает «атмосферные» автомобили более лёгкими в управлении. В Монако медленное движение Рене по трассе задержало на множество кругов целую вереницу пилотов во главе с Аленом Простом, которому это стоило дополнительных 20 секунд в борьбе с Айртоном Сенной. По результатам сезона, ставшего для него последним в карьере, Арну заработал лишь два очка и оказался в третьем десятке призёров.

### После Формулы-1
На трассу после окончания карьеры пилота Формулы-1 он вышел лишь пару раз, приняв участие в суточном марафоне в Ле-Мане в 1994 (12 место на Dodge Viper) и 1995 (сход почти сразу после старта за рулем Ferrari 333SP). После окончания карьеры пилота Рене занялся бизнесом, основав компанию Kart’in, в распоряжении которой есть четыре картинговые трассы во Франции. Также он помогал Педро-Паоло Диницу и участвовал в различных соревнованиях исторических автомобилей. В 2006 году он вернулся за руль, приняв участие в чемпионате Grand Prix Masters, но никаких существенных результатов не показал, будучи одним из самых возрастных пилотов соревнования. В 2007 и 2008 он был гонщиком организации Renault H&C Classic Team, устраивавшей показательные заезды болидов Рено 1983 года на этапах Мировой серии Рено. Кроме того, периодически Рене записывал обзоры гонок Формулы-1 для итальянского телевидения. Сейчас Арну проживает в Париже.

## Результаты выступлений в Формуле-1
| Легенда к таблице |                                                                    |
| --- | ------------------------------------------------------------------ |
| В таблице перечислены результаты всех Гран-при Формулы-1, в которых принимал участие гонщик. Строками таблицы являются сезоны, столбцами — этапы чемпионата мира. В каждой клетке указаны сокращённое название этапа и результат, дополнительно обозначенный цветом. Расшифровка обозначений и цветов представлена в нижеследующей таблице. |                                                                    |
| \| Пример \| Описание \| \| ------------ \| ------------------------------------------------------------------ \| \| 1 \| Победитель \| \| 2 \| Второе место \| \| 3 \| Третье место \| \| 5 \| Финишировал, заработав очки \| \| Сход \| Не финишировал, но при этом заработал очки \| \| 12 \| Финишировал, не получив очков \| \| НКЛ \| Финишировал, но не попал в финальную классификацию \| \| 15 \| Участвовал вне зачёта, либо по отдельной классификации \| \| 18 \| Не финишировал, но попал в финальную классификацию \| \| Сход \| Не финишировал \| \| НКВ \| Не прошёл квалификацию \| \| НПКВ \| Не прошёл предквалификацию \| \| ДСК \| Дисквалифицирован \| \| ИСК \| Исключён из протокола соревнований \| \| ТТ \| Заявлен для участия только в тренировках \| \| НС \| Участвовал в квалификации, но не стартовал в гонке \| \| Т \| Травмирован или болен \| \| ОТК \| Отказ от участия \| \| НТР \| Прибыл на соревнования, но на трассу не выезжал \| \| НПР \| Был заявлен в числе участников, но не прибыл к началу соревнований \| \| О \| Соревнования отменены \| \| \| Не участвовал \| \| Поул-позиция \| \| \| Быстрый круг \| \| |                                                                    |
| Пример | Описание                                                           |
| 1 | Победитель                                                         |
| 2 | Второе место                                                       |
| 3 | Третье место                                                       |
| 5 | Финишировал, заработав очки                                        |
| Сход | Не финишировал, но при этом заработал очки                         |
| 12 | Финишировал, не получив очков                                      |
| НКЛ | Финишировал, но не попал в финальную классификацию                 |
| 15 | Участвовал вне зачёта, либо по отдельной классификации             |
| 18 | Не финишировал, но попал в финальную классификацию                 |
| Сход | Не финишировал                                                     |
| НКВ | Не прошёл квалификацию                                             |
| НПКВ | Не прошёл предквалификацию                                         |
| ДСК | Дисквалифицирован                                                  |
| ИСК | Исключён из протокола соревнований                                 |
| ТТ | Заявлен для участия только в тренировках                           |
| НС | Участвовал в квалификации, но не стартовал в гонке                 |
| Т | Травмирован или болен                                              |
| ОТК | Отказ от участия                                                   |
| НТР | Прибыл на соревнования, но на трассу не выезжал                    |
| НПР | Был заявлен в числе участников, но не прибыл к началу соревнований |
| О | Соревнования отменены                                              |
| | Не участвовал                                                      |
| Поул-позиция |                                                                    |
| Быстрый круг |                                                                    |

| Сезон | Команда                    | Шасси           | Двигатель                       | Ш | 1        | 2        | 3        | 4        | 5        | 6        | 7        | 8        | 9        | 10       | 11       | 12       | 13       | 14       | 15       | 16       | Место | Очки |
| ----- | -------------------------- | --------------- | ------------------------------- | - | -------- | -------- | -------- | -------- | -------- | -------- | -------- | -------- | -------- | -------- | -------- | -------- | -------- | -------- | -------- | -------- | ----- | ---- |
| 1978  | Automobiles Martini        | Martini Mk23    | Ford Cosworth DFV 3,0 V8        | G | АРГ      | БРА      | ЮАР НКВ  | СШЗ      | МОН НПКВ | БЕЛ 9    | ИСП      | ШВЕ      | ФРА 14   | ВЕЛ      | ГЕР НПКВ | АВТ 9    | НИД Сход | ИТА      |          |          | 26    | 0    |
| 1978  | Team Surtees               | Surtees TS20    | Ford Cosworth DFV 3,0 V8        | G |          |          |          |          |          |          |          |          |          |          |          |          |          |          | США 9    | КАН Сход | 26    | 0    |
| 1979  | Equipe Renault Elf         | Renault RS01    | Renault-Gordini EF1 1,5 V6T     | M | АРГ Сход | БРА Сход | ЮАР Сход | СШЗ НС   | ИСП 9    | БЕЛ Сход |          |          |          |          |          |          |          |          |          |          | 8     | 17   |
| 1979  | Equipe Renault Elf         | Renault RS10    | Renault-Gordini EF1 1,5 V6T     | M |          |          |          |          |          |          | МОН Сход | ФРА 3    | ВЕЛ 2    | ГЕР Сход | АВТ 6    | НИД Сход | ИТА Сход | КАН Сход | США 2    |          | 8     | 17   |
| 1980  | Equipe Renault Elf         | Renault RE20    | Renault-Gordini EF1 1,5 V6T     | M | АРГ Сход | БРА 1    | ЮАР 1    | СШЗ 9    | БЕЛ 4    | МОН Сход | ФРА 5    | ВЕЛ НКЛ  | ГЕР Сход | АВТ 9    | НИД 2    | ИТА 10   | КАН Сход | США 7    |          |          | 6     | 29   |
| 1981  | Equipe Renault Elf         | Renault RE20B   | Renault-Gordini EF1 1,5 V6T     | M | СШЗ 8    | БРА Сход | АРГ 5    | САН 8    | БЕЛ НКВ  |          |          |          |          |          |          |          |          |          |          |          | 9     | 11   |
| 1981  | Equipe Renault Elf         | Renault RE30    | Renault-Gordini EF1 1,5 V6T     | M |          |          |          |          |          | МОН Сход | ИСП 9    | ФРА 4    | ВЕЛ 9    | ГЕР 13   | АВТ 2    | НИД Сход | ИТА Сход | КАН Сход | СИЗ Сход |          | 9     | 11   |
| 1982  | Equipe Renault Elf         | Renault RE30B   | Renault-Gordini EF1 1,5 V6T     | M | ЮАР 3    | БРА Сход | СШЗ Сход | САН Сход | БЕЛ Сход | МОН Сход | ДЕТ 10   | КАН Сход | НИД Сход | ВЕЛ Сход | ФРА 1    | ГЕР 2    | АВТ Сход | ШВА Сход | ИТА 1    | СИЗ Сход | 6     | 28   |
| 1983  | Scuderia Ferrari SpA SEFAC | Ferrari 126 C2B | Ferrari 021 1,5 V6T             | G | БРА 10   | СШЗ 3    | ФРА 7    | САН 3    | МОН Сход | БЕЛ Сход | ДЕТ Сход | КАН 1    |          |          |          |          |          |          |          |          | 3     | 49   |
| 1983  | Scuderia Ferrari SpA SEFAC | Ferrari 126 C3  | Ferrari 021 1,5 V6T             | G |          |          |          |          |          |          |          |          | ВЕЛ 5    | ГЕР 1    | АВТ 2    | НИД 1    | ИТА 2    | ЕВР 9    | ЮАР Сход |          | 3     | 49   |
| 1984  | Scuderia Ferrari SpA SEFAC | Ferrari 126 C4  | Ferrari 031 1,5 V6T             | G | БРА Сход | ЮАР Сход | БЕЛ 3    | САН 2    | ФРА 4    | МОН 3    | КАН 5    | ДЕТ Сход | ДАЛ 2    | ВЕЛ 6    | ГЕР 6    | АВТ 7    | НИД 11   | ИТА Сход | ЕВР 5    | ПОР 9    | 6     | 27   |
| 1985  | Scuderia Ferrari SpA SEFAC | Ferrari 156/85  | Ferrari 031 1,5 V6T             | G | БРА 4    | ПОР      | САН      | МОН      | КАН      | ДЕТ      | ФРА      | ВЕЛ      | ГЕР      | АВТ      | НИД      | ИТА      | БЕЛ      | ЕВР      | ЮАР      | АВС      | 17    | 3    |
| 1986  | Equipe Ligier              | Ligier JS27     | Renault EF4B Mecachrome 1,5 V6T | P | БРА 4    | ИСП Сход | САН Сход | МОН 5    | БЕЛ Сход | КАН 6    | ДЕТ Сход | ФРА 5    | ВЕЛ 4    | ГЕР 4    | ВЕН Сход | АВТ 10   | ИТА Сход | ПОР 7    | МЕК 15   | АВС 7    | 10    | 14   |
| 1987  | Ligier Loto                | Ligier JS29B    | Megatron M12/13 Mader 1,5 L4T   | G | БРА      | САН НС   | БЕЛ 6    | МОН 11   | ДЕТ 10   |          |          |          |          |          |          |          |          |          |          |          | 19    | 1    |
| 1987  | Ligier Loto                | Ligier JS29C    | Megatron M12/13 Mader 1,5 L4T   | G |          |          |          |          |          | ФРА Сход | ВЕЛ Сход | ГЕР Сход | ВЕН Сход | АВТ 10   | ИТА 10   | ПОР Сход | ИСП Сход | МЕК Сход | ЯПО Сход | АВС Сход | 19    | 1    |
| 1988  | Ligier Loto                | Ligier JS31     | Judd CV 3,5 V8                  | G | БРА Сход | САН НКВ  | МОН Сход | МЕК Сход | КАН Сход | ДЕТ Сход | ФРА НКВ  | ВЕЛ 18   | ГЕР 17   | ВЕН Сход | БЕЛ Сход | ИТА 13   | ПОР 10   | ИСП Сход | ЯПО 17   | АВС Сход | 28    | 0    |
| 1989  | Ligier Loto                | Ligier JS33     | Ford Cosworth DFR L&P 3,5 V8    | G | БРА НКВ  | САН НКВ  | МОН 12   | МЕК 14   | США НКВ  | КАН 5    | ФРА Сход | ВЕЛ НКВ  | ГЕР 11   | ВЕН НКВ  | БЕЛ Сход | ИТА 9    | ПОР 13   | ИСП НКВ  | ЯПО НКВ  | АВС Сход | 23    | 2    |